# Nederlands Antilliaanse Voetbal Unie
De Nederlands Antilliaanse Voetbal Unie (NAVU) was tussen 1958 en 2011 de nationale voetbalbond van de Nederlandse Antillen. Bij de bond waren clubs aangesloten die afkomstig waren uit de eilanden in de Caraïbische Curaçao, Aruba en Bonaire. De NAVU was verantwoordelijk voor het Nederlands-Antilliaans voetbalelftal en organiseerde de Kopa Antiano.

## Geschiedenis
De NAVU werd opgericht als voortzetting van de Curaçaose voetbalbond (CVB), die zich op 5 september 1958 fuseerde met de Arubaanse en de Bonairiaanse voetbalbond. De CVB vertegenwoordigde voorheen het Gebiedsdeel Curaçao, waardoor het werkgebied van de bond de facto weinig veranderde.
Het hoofdkwartier stond op Curaçao en hun president was Rignaal Francisca. De NAVU is verantwoordelijk voor het Nederlands-Antilliaans voetbalelftal.
In 1986 scheidde Aruba zich af van de bond en ging vanaf 1988 als lid van de FIFA verder als de Arubaanse Voetbal Bond. Na de staatkundige hervormingen binnen het Koninkrijk der Nederlanden ging de voetbalbond vanaf februari 2011 verder als de Curaçaose voetbalbond.